# Medveščak
 Ovo je glavno značenje pojma Medveščak. Za druga značenja pogledajte Medveščak (razdvojba).
Medveščak je zagrebačko gradsko naselje (kvart) na sjevernom dijelu grada i istoga je imena i ulica, potok, i nekadašnja općina u ustrojstvu grada Zagreba.
Nekadašnja općina Medveščak obuhvaćala je noviji dio središta grada (građen u prvom dijelu 20. stoljeća) – istočno od Draškovićeve, zapadno od Heinzelove, a sjeverno od željezničke pruge, na sjever, obuhvaćajući i mnoge dijelove grada na brdima kao što je Šalata.
U ustrojstvu uprave grada Zagreba ustanovljenoj 1999. dio oko ulice Medveščak pripada u gradsku četvrt Gornji grad – Medveščak.
Ulica Medveščak počinje kod parka Ribnjaka i vodi na sjever do Gupčeve zvijezde.

## Potok
Potok Medveščak (također zvan i Crikvenik) izvire na Medvednici iznad Kraljičinog zdenca, prolazi kroz retencijski (brane protiv poplava) sustav kod Šestinskog lagvića, nakon koje prelazi u betonski kanal, a pod zemlju prelazi kod Ksaverske ceste, te teče dalje, između ostalog, i ispod sadašnje Tkalčićeve ulice, koja se do 1913. zvala Potok.
Zvala se Potok i preko njega su nekad bili mostovi i uz obalu mlinovi. Ostao je toponim Krvavi most. Zbog nesuglasica dva su naselja Gradec i Kaptol često se sukobljavali. Jedni su tvrdili da je granica do obale, a drugi do pola potoka. Tijekom gradnje mosta, jedna strana je radila za podići most, a suprotna je rušila sve što su ovi prvi podigli. 17. studenoga 1667. zametnula se žestoka oružana bitka kad su Kaptolci pokušali urediti svoj dio mosta. Bilo je mnogo mrtvih. Od tada datira toponim mjesta gdje su se često sukobljavali Gradčani i Kaptolci.

## Vanjske poveznice
- O potocima u Parku prirode Medvednica  Arhivirana inačica izvorne stranice od 11. listopada 2007. (Wayback Machine)
- Potok Medveščak od izvora do ušća (PDF) (hrv.) i (eng.)